# Mentre la città dorme (film 1928)
Mentre la città dorme (While the City Sleeps) è un film del 1928 diretto da Jack Conway.

## Trama
Myrtle, ragazza moderna e avventata, è innamorata di un gangster, Marty. Frequentandolo, viene a sapere troppe cose che non dovrebbe sul suo capo, Skeeter. Minacciata da questi, Myrtle chiede aiuto a Dan Callahan, un rude poliziotto che le trova un luogo sicuro dove stare. Dan si innamora di lei e le chiede di sposarlo. Per gratitudine, Myrtle acconsente a divenire sua moglie ma il poliziotto si rende ben presto conto che la ragazza ama un altro. Riunisce così i due innamorati e aiuta Marty a compiere i suoi primi esitanti passi sulla retta via.

## Produzione
Il film fu prodotto dalla Metro-Goldwyn-Mayer (MGM) (controlled by Loew's Incorporated). Venne girato con un budget stimato di 259.000 dollari dal 13 aprile al 19 maggio 1928 alla City Hall, al 200 N. Spring Street, Downtown, Los Angeles.

## Distribuzione
Distribuito dalla Metro-Goldwyn-Mayer (MGM), uscì nelle sale cinematografiche USA il 15 settembre 1928. In Austria e in Germani, rispettivamente con i titoli Wenn die Stadt schläft e Wenn die Großstadt schläft, il film uscì l'anno seguente. Venne distribuito anche in Finlandia (2 settembre 1929) e in Portogallo (29 gennaio 1931).